# Pete Bellotte
Pete Bellotte, né Peter John Bellotte le 28 août 1943 à Barnet (Royaume-Uni), est un musicien, auteur-compositeur, producteur britannique principalement connu pour son travail des les années 1970 avec Giorgio Moroder et Donna Summer.

## Biographie
Bellotte est né à Barnet, Hertfordshire qui fait maintenant partie du Grand Londres. Il apprend la guitare dans ses jeunes années et se joint à un groupe local  Linda Laine and the Sinners comme guitariste, devenant professionnel en 1962. Il tourne avec ce groupe durant deux ans au Royaume-Uni puis en Allemagne. À Hambourg, ils rencontrent un autre groupe anglais, Bluesology (en), et Bellotte se lie d'amitié avec son pianiste Reginald Dwight qui deviendra célèbre plus tard son le nom d'Elton John. Linda Laine and the Sinners ont enregistré aux studios d'Abbey Road plusieurs singles pour le label EMI. Parmi ceux-ci figure le simple I Can't Stand It (1963), dont la face B If You Leave Me Now a été écrite par Bellotte.
Bellotte, qui parle désormais couramment allemand, veut s'impliquer dans la production discographique. Il s'installe à Munich et devient l'assistant du musicien et producteur italien Giorgio Moroder qui était déjà connu outre-Rhin comme chanteur sous le nom de Giorgio. En 1971, Bellotte écrit les paroles du titre Son of my Father composé par Moroder et interprété par le groupe Chicory Tip (en), classé n° 1 dans les charts britanniques. Les deux compères commencent alors à travailler avec la chanteuse américaine Donna Summer qui vivait en Allemagne après son second mariage. Le single issu de leur premier album Lady of the Night paru en 1974, The Hostage, connait un certain succès en France (n° 2), en Belgique et aux Pays-Bas (n° 1).
Ils connaissent finalement le succès mondial avec le titre Love to Love You Baby enregistré par Donna Summer en 1975. Il s'ensuit une série de succès internationaux comme  I Feel Love (écrit par Bellotte, Moroder et Summer) en 1977 ou Hot Stuff (écrit par Bellotte avec Harold Faltermeyer et Keith Forsey) en 1979.
En plus de travailler avec Donna Summer, Bellotte et Moroder ont écrit et produit d'autres hits comme Trouble-Maker pour Roberta Kelly (en) en 1976 et Harmony pour Suzi Lane (en) en 1979. Bellotte a également écrit et produit la plupart des titres de l'album Victim of Love d'Elton John en 1979. Il a aussi travaillé pour Janet Jackson, Cliff Richard, Shalamar, Tina Turner, Mireille Mathieu, The Three Degrees et Melba Moore.
Son dernier succès commercial est une reprise disco de la chanson de Simon & Garfunkel Bridge over Troubled Water interprétée par P.J.B. featuring Hannah and Her Sisters classée n° 21 dans le charts anglais en 1991. Après la désaffection du style disco, Bellotte, qui s'était installé à Los Angeles, est retourné dans son pays natal pour s'établir en 1993 à Northchapel dans le Sussex de l'Ouest.

## Reconnaissance
Pete Bellotte  a remporté de nombreuses récompenses, comme le Grammy Award du producteur de l'année en 1978 et 1979. En septembre 2004, il est honoré lors de la cérémonie du Dance Music Hall of Fame (en), qui s'est tenue à New York ; il y a été intronisé pour ses nombreuses réalisations et contributions en tant que producteur et auteur-compositeur. En 2012, I Feel Love devient l'un des vingt-cinq enregistrements historiques intronisés au Registre national des enregistrements de la Bibliothèque du Congrès.